# 人工妊娠中絶
人工妊娠中絶（じんこうにんしんちゅうぜつ、英語: induced abortion）は、母体で育つ胎児について、人工的な手段を用いて意図的に妊娠を中絶させることを指す。妊娠中絶の一つであり、日本の刑法では堕胎（だたい、criminal abortion）と言う。俗語で「堕ろす（おろす）」とも呼ばれる。医療用語ではアウスと呼ぶ。本項では、人工妊娠中絶を「中絶」と表記する。

## 概説
立場によって見解が異なる。

### 各宗教団体の中絶に対する見解と各信徒の見解
宗派により宗教団体の見解は異なっている。また一言で「キリスト教」といっても、各教派ごとに、中絶に関する見解が異なっている。例えばカトリックとプロテスタントでも異なり、正教会には正教会の見解がある。それについて言及する場合の言い方（表現のしかた、言葉の強さなど）も異なっている。また教会側の見解と信徒側の見解も必ずしも一致しておらず、教会側の公式見解と信徒側の実生活上の考え方もそれなりにずれがある。
- カトリック教会、つまり主に西ヨーロッパで広まっていた歴史が長いが近年では西ヨーロッパでは信徒がめっきり減少しており、近年では信徒の一番多い地域が南米になっているカトリック教会の教会側は「受精した段階で人間である」と考え、「中絶は認めない」という見解を示すことが通例になっている。ちなみに、カトリック教会は避妊も「認めない」という立場をとっている[4][5][6]。とはいえカトリック教会側の公式見解と各信徒の考えが必ずしも一致しているわけではなく、カトリックの信徒側のほうは（神父の言うことを、一応素直に「聞く」だけ聞いておくが、21世紀現在では「避妊ができないようでは、いくらなんでも時代錯誤」などと考えていることが多く）実際には各人の人生計画や「家計の都合」を考慮して、必要なら避妊を行っていることが多い[要出典]。
- アメリカ合衆国は、どこからの移民なのかによって教派が異なり、（イギリスからの移民はイングランド国教会の信者であったりプロテスタントの信徒の割合が多いわけで、カトリック教会とは距離を置きカトリックを批判する人々も多いわけであるが）、さらにアメリカは女性の人権も大いに尊重する国であり、人々の中絶に関する意見は（まっぷたつに）分かれて、中絶の賛成派「プロ・チョイス」と中絶反対派「プロ・ライフ」の間で論争が長年続いている[7][注 1]。

「プロ・ライフ」（生命・支持派）の人は「妊娠は神の計画」と考え、「自分は何百人もの生命を救った」といったように考えている。ただし近年ではアメリカ全土で広くアンケート調査をすると「プロ・チョイス」（女性の選択権の支持派）が70～80%と多数派になっている。
2022年6月、連邦最高裁判所により、人工妊娠中絶をめぐり「中絶は憲法で認められた女性の権利」だとした49年前の判断が覆されている 。一方で、2021年FDAは、新型コロナパンデミック渦中はミフェプリストンを遠隔診療で処方し、郵送することを許可していたが同年6月、この変更を永続的なものにすることを決定している。2023年2月、FDAは中絶薬が薬局で入手可能に規制緩和する決定をした。処方箋などがあれば認定された薬局で中絶薬を受け取れるようになる。22年2月現在、米国で実施される中絶のうち54%が中絶薬によるものになっている。
イスラム教国では、ハディースに「人間は母親の胎内で120日かけて人間になる」と書いてあることから、「120日まで」の人工中絶が認められている。

### WHO
世界保健機関（WHO）は2022年3月に制定した中絶のケアガイドラインにおいて、国家は自律的な意思決定、無差別、平等を尊重すべきだとしている。これは、国は、中絶または制限的な中絶法の犯罪化を含む、SRHに対する権利を実現する特定の個人およびグループの能力を無効化または損なう法律および政策を廃止または改革する必要があると指摘している。また中絶はアクセスの障壁になる価格で提供されるべきではない。女性自身がミフェプリストンとミソプロストールの組み合わせを使用するか、ミソプロストールを単独で使用する自己中絶が医療施設の外で、訓練を受けた医療従事者の直接の監督なしに中絶薬を自己投与し、中絶プロセスを管理するということを推奨している。

### 日本の場合
日本の法律（実務上は厚生労働省事務次官通知により）は、妊娠22週未満であれば中絶を認めている。ただし刑法212条 - 刑法216条により堕胎罪が存在し、母体保護法による違法性阻却される事案は、都道府県の区域を単位として設立された公益社団法人たる都道府県医師会の指定する医師が母体保護法（以前は優生保護法）第14条に基づいて行う堕胎である。本人及び配偶者（つまり夫。独身者の場合は不要。しかし医師によっては例えば同棲相手だとか、レイプの場合にはその強姦した犯人の同意が必要ということすらある）の同意を要する。また妊娠中の女子が薬物を用い、又はその他の方法により、堕胎したときは、1年以下の懲役に処せられる（刑法212条）。堕胎理由は、妊娠の継続又は分娩が身体的又は経済的理由により母体の健康を著しく害するおそれのあるもの、暴行若しくは脅迫によって又は抵抗若しくは拒絶することができない間に姦淫されて妊娠したものに限定されている（母体保護法第14条）。2023年度厚労省公表では126,734件の中絶件数がある。また自殺した妊婦は2022年65名、2023年53名に登る。

## 方法

### 初期中絶（妊娠12週未満まで）
ドイツ、フランス、イタリアなどのように、法定中絶期限または医学上の理由を除く任意の中絶期限を、この初期中絶相当の時期までに制限する国もある。

#### 薬物による中絶
世界保健機関（WHO）が2012年に改訂した『安全な中絶：医療保健システムのための技術及び政策の手引き 第2版』の中で、ミフェプリストン（mifepristone、RU-486）とミソプロストール（misoprostol）を用いた人工流産を引き起こす内服薬による方法が記載されている。ミフェプリストンは妊娠の維持に必要な子宮内膜や子宮筋のプロゲステロンの作用を阻害し、ミソプロストールは子宮収縮や頸管熟化の作用を有している。2剤を併用することで、人工妊娠中絶の成功率が高まることから、薬剤による人工妊娠中絶の標準療法となっている。
メトトレキセートも同様の効果を持つ。世界では、ミフェプリストンや同様の効果を持つメトトレキセートなどの薬剤も使われる。共に不全流産や出血のリスクがあるが、発生頻度は自然流産と同等とされる。
日本では、プレグランディン膣坐剤が局所投与可能な膣坐剤として小野薬品工業株式会社がPGE1誘導体製剤として開発し、膣坐剤として後膣円蓋部から挿入することにより、妊娠中期において流産効果が認められ、1984年5月30日に「妊娠中期における治療的流産」の効能・効果で製造承認を得た。
日本では2021年まで早期人工妊娠中絶(妊娠12週未満)は薬剤による方法は承認されていなかったが、ラインファーマ社がミフェプリストンとミソプロストールの承認申請を行っている。2023年4月28日「飲む中絶薬」正式承認。製品名は「メフィーゴパック」。妊娠を続けるために必要な黄体ホルモンのはたらきを抑える薬「ミフェプリストン」と、子宮を収縮させるはたらきがある薬「ミソプロストール」を組み合わせて使う。対象は妊娠9週までの妊婦。薬の投与は、母体保護法の指定医師に限られる。なおミソプロストールは「非ステロイド性消炎鎮痛剤の長期投与時にみられる胃潰瘍及び十二指腸潰瘍」として承認されていた。「メフィーゴパック」は、発売開始から半年で724名が服用し重篤例なし、副作用14件の結果であった。
Women on Webは、女性の健康と生命を守るための避妊と安全な中絶サービスへのアクセスを提唱し、促進するカナダの非営利団体で、安全な中絶または避妊へのアクセスが必要な人は、Women on Webのwebサイトでオンライン相談を受けることができる。

#### 掻爬術と吸引法

真空吸引法

子宮掻爬法

日本やポーランド、アイルランドなどのミフェプリストンが未認可の国々では、掻爬術あるいは吸引処置が選択される。子宮穿孔や出血などの合併症のリスクが高く安全性において「薬物による中絶」に大きく劣る。ミフェプリストンが開発される以前は、妊娠初期であっても吸引術や掻爬術がファーストチョイスとして選択されていたが、ミフェプリストンが認可された国々ではリスクの問題のためにファーストチョイスとされない。また、子宮内膜が薄くなる子宮内膜菲薄化、子宮に穴が開いてしまう子宮穿孔や術後にアッシャーマン症候群を起こすことがあり、不妊症となるケースがあるのも欠点である。
- D&C法（dilatation and curettage）- 英語で「拡張と掻爬」という意味で、ドイツ語ではAuskratzungと呼ばれる。胎盤鉗子とキュレットを用いる掻爬術。
- D&E法（dilatation and evacuation）- 英語で「拡張と吸引」という意味で、吸引器を用いて子宮内容物を吸引除去する方法。
  - EVA（electric vacuum aspiration）- 電動式吸引器を用いる
  - MVA（manual vacuum aspiration）- 手動式吸引器を用いる

2021年10月時点、日本ではD&Cが主流であるが、D&Eは以下の点でD&Cよりも利点が多い
- 中絶手術における手術時間が短く、出血量が少なく、疼痛が少ない。
- アメリカ合衆国（米国）などでは1980年代には既にD&Eが一般化している。
- WHOや英国のガイドラインではD&Cは推奨されていない。
- 日本でもD&CがD&Eに比べて再手術を要する不全流産と子宮穿孔の頻度が高い。
- 術中は強い疼痛が生じるため[23]、静脈麻酔を使う。また経膣分娩の経験がない女性は術中に子宮口が開きにくく、術前に子宮口を開く処置を要するが個人差があるが痛みを伴う。

日本産婦人科医会においても、WHOや英国の安全な中絶に関するガイドラインではD&C（掻爬法）は推奨されておらず、また一般的にD&Cを施行された既往のある女性では早産率が高く、不妊治療の経過において子宮内膜が薄い場合があり、3 回以上のD&Cを受けた女性で子宮腺筋症の率が高い点を理解しており、国際産科婦人科連合（FIGO）もそのSafe Abortion（安全な中絶）委員会において強くD&Eを勧めていると公表している。
ラミナリアによる頸管拡張には時間がかかるので、通常1日間の留置が行われる。子宮頚管をラミナリアなどで拡張後に、産婦人科器具（胎盤鉗子やキュレット、吸引器など）で胎児を物理的に直接除去する。苦痛を伴うため、通常経静脈的に鎮静剤の投与が必要とされる。以前から使われている頸管拡張法は、へガール頸管拡張器という金属製の棒（太さが細いものから太いものまである）を、順に頸部に挿入して広げていくものである。
WHOは「掻爬法は、時代遅れの外科的中絶方法であり、真空吸引法または薬剤による中絶方法（Medical Abortion）に切り替えるべき」と勧告している。一方で日本産婦人科医会は、「我が国の掻爬法は、歴史もあり、その手技に習熟した慣れた医師は安全に確実に行っている」と主張している。
2021年7月、厚生労働省は公益社団法人 日本産婦人科医会 会長と公益社団法人 日本産科婦人科学会 理事長あてに「人工妊娠中絶等手術の安全性等について（依頼）」として、WHOガイドラインの抜粋を添付し「国際的な動向を踏まえて電動式吸引法と手動式吸引法の周知」を求める厚生労働省子ども家庭局母子保健課長通知を発出した。この通知については日本産科婦人科学会の木村正・理事長（大阪大教授）は吸引法周知に取り組む姿勢を見せつつも、旧手法を長年行って来た医師の新技術取得について懸念と安全性の損失を表明している。一方、世界70カ国・地域が承認しているミフェプリストン・ミソプロストールの中絶薬は外科的手術が不要でありWHOも推奨している。多くの国では手術より薬物中絶比率が高く、フィンランドでは薬物97％、手術3％となっており国際的には薬物中絶が主流となっている。

### 中期中絶（妊娠12週以降 - 21週目まで）
この時期は胎児がある程度の大きさとなるため、分娩という形に近づけないと中絶ができない。そのためラミナリアやメトロイリンテルなどで子宮頚部を拡張させつつ、プロスタグランジン製剤（膣剤、静脈内点滴）により人工的に陣痛を誘発させる方法がある。また、海外では中期中絶にも器具を用いるD&E と呼ばれる手法がしばしば行われ、WHOも陣痛誘発法より優先すべきことを推奨している。日本では妊娠12週以降は死産に関する届出によって、妊婦は死産届を提出する必要がある。
妊娠22週までの胎児は肺ができていないため生存継続が不可能だが、心臓が動き数十分生きているため人工死産を引き起こし中絶することに医療関係者は高いストレスを感じる。

### 後期中絶（妊娠22週以降 -）
妊婦側の申し出による中絶は法的に認められておらず、また医療上の理由で母体救命のため速やかな胎児除去の必要性が生じた場合でも、早産の新生児が母体外でも生存可能な時期以降は帝王切開など胎児の救出も可能な方法を優先すべきである。しかし、それが不可能な状況のとき又は他の方法を施しても胎児の生存の見込みが無いと判断されたとき、胎児の体を切断したり頭蓋骨を粉砕したりして産道から取り出すなどの緊急措置が行われることも想定される。胎児縮小術、回生術、部分出産中絶（partial-birth abortion）、D&X（dilation and extraction、拡張と牽出）といった名称で呼ばれる。かつて医療水準が低かった時代には、分娩時に手足が引っ掛かった逆子や胎児の頭が大きすぎて骨盤を通過できず母体が体力を消耗して生命の危機にさらされたとき、こうした救済措置がとられることがあった。

## 中絶胎児

### 処理方法
12週未満の大部分の中絶胎児は医療廃棄物（感染性廃棄物）として廃棄され、12週以上の死胎は墓地埋葬法に規定する「死体」として、火葬・埋葬される。2004年（平成16年）、神奈川県横浜市の産婦人科が一般廃棄物として中絶胎児を処分していた疑いで捜索されたことを受け、環境省および厚生労働省は法的な処理規定が曖昧だった12週未満の中絶胎児の取扱いについて各自治体へアンケートを実施し、「12週未満であっても生命の尊厳に係るものとして適切に取り扱うことが必要であり、火葬場や他の廃棄物とは区別して焼却場へ収集している自治体の事例を参考とするように」との見解を示した。

### 先端医療への中絶胎児組織の利用
中国やアメリカ合衆国では、中絶処置で摘出された胎児の組織を利用して、アルツハイマー病やパーキンソン病の治療などの研究に使用されている。アメリカ合衆国ではそのための法整備もされており、網膜色素変性症などの一部の難病においては人体への臨床試験が実施され視力が回復した症例もある。ただし、米国の医療関連の非営利組織プランド・ペアレントフッド（PPFA）が「臓器1つ当たり30～100ドル」などで臓器売買に関わっている疑惑が公表されると団体は大きな批判にさらされたと報道されている。
日本でも一部の大学で動物研究が行われている。一方、こういった行為に対して「胎児売買に繋がる」として、反対する団体もある。アメリカでは中絶胎児の組織の利用については住民投票が行われた州もあり、推進する州と禁止する州にわかれている。バイオメーカーが集まるカリフォルニア州では研究に州の予算が投入されている。ドイツは、このような研究を明確に禁止している。
日本では2000年代に「ヒト幹細胞を用いた臨床研究の在り方に関する専門委員会」が立ちあげられ議論が進められていたが、3年間に20回を超す会合を行っても堂々巡りの小田原評定が繰り返され、先進国で日本だけが2005年時点で「認可するか禁止するか」の結論が出ていない。そのため日本国内で唯一研究をしていた大阪医療センターでも、中絶胎児から採取した細胞の培養の提供を中止してしまい、さらに先進国に遅れる事態となっている。2022年現在も、ヒト胎児組織を用いる医学研究の倫理指針は策定されていない。
中国では法規制がほとんど無いために、既に脊髄損傷や筋萎縮性側索硬化症（ALS）などへの使用がビジネスとして成功しており、世界中から患者が殺到している。中国で実施されている治療の効果に対しては意見が分かれている。

## 日本の状況
|  |  |
|  |  |

### 第2次世界大戦まで
| 年度 | 実施数    | 出生数    | 実施率 （対出生比：%） |
| ---- | --------- | --------- | ---------------------- |
| 1949 | 101,601   | 2,696,638 | 3.8                    |
| 1950 | 320,150   | 2,337,507 | 13.7                   |
| 1951 | 458,757   | 2,137,689 | 21.5                   |
| 1952 | 798,193   | 2,005,162 | 39.8                   |
| 1953 | 1,068,066 | 1,868,040 | 57.2                   |
| 1954 | 1,143,059 | 1,769,580 | 64.6                   |
| 1955 | 1,170,143 | 1,730,692 | 67.6                   |
| 1956 | 1,159,288 | 1,665,278 | 69.6                   |
| 1957 | 1,122,316 | 1,566,713 | 71.6                   |
| 1958 | 1,128,231 | 1,653,469 | 68.2                   |
| 1959 | 1,098,853 | 1,626,088 | 67.6                   |
| 1960 | 1,063,256 | 1,627,939 | 66.2                   |
| 1961 | 1,035,329 | 1,611,772 | 65.1                   |
| 1962 | 985,351   | 1,639,631 | 60.9                   |
| 1963 | 955,092   | 1,681,242 | 57.6                   |
| 1964 | 878,748   | 1,737,277 | 51.2                   |
| 1965 | 843,248   | 1,844,452 | 46.2                   |
| 1966 | 808,378   | 1,378,968 | 59.4                   |
| 1967 | 747,490   | 1,956,725 | 38.6                   |
| 1968 | 757,389   | 1,893,219 | 40.5                   |
| 1969 | 744,451   | 1,910,927 | 39.4                   |
| 1970 | 732,033   | 1,955,277 | 37.8                   |
| 1971 | 739,674   | 2,022,204 | 37.0                   |
| 1972 | 732,653   | 2,059,533 | 35.9                   |
| 1973 | 700,532   | 2,091,983 | 33.5                   |
| 1974 | 679,837   | 2,029,989 | 33.5                   |
| 1975 | 671,597   | 1,901,440 | 35.3                   |
| 1976 | 664,106   | 1,832,617 | 36.2                   |
| 1977 | 641,242   | 1,755,100 | 36.5                   |
| 1978 | 618,044   | 1,708,643 | 36.2                   |
| 1979 | 613,676   | 1,642,580 | 37.4                   |
| 1980 | 598,084   | 1,576,889 | 37.9                   |
| 1981 | 596,569   | 1,529,455 | 39.0                   |
| 1982 | 590,299   | 1,515,392 | 39.0                   |
| 1983 | 568,363   | 1,508,687 | 37.7                   |
| 1984 | 568,916   | 1,489,786 | 38.2                   |
| 1985 | 550,127   | 1,431,577 | 38.4                   |
| 1986 | 527,900   | 1,382,976 | 38.2                   |
| 1987 | 497,756   | 1,346,658 | 37.0                   |
| 1988 | 486,146   | 1,314,006 | 37.0                   |
| 1989 | 466,876   | 1,246,802 | 37.4                   |
| 1990 | 456,797   | 1,221,585 | 37.4                   |
| 1991 | 436,299   | 1,223,245 | 35.7                   |
| 1992 | 413,032   | 1,208,989 | 34.2                   |
| 1993 | 386,807   | 1,188,282 | 32.6                   |
| 1994 | 364,350   | 1,238,328 | 29.4                   |
| 1995 | 343,024   | 1,187,064 | 28.9                   |
| 1996 | 338,867   | 1,206,555 | 28.1                   |
| 1997 | 337,799   | 1,191,665 | 28.3                   |
| 1998 | 333,220   | 1,203,147 | 27.7                   |
| 1999 | 337,288   | 1,177,669 | 28.6                   |
| 2000 | 341,146   | 1,190,547 | 28.7                   |
| 2001 | 341,588   | 1,170,662 | 29.2                   |
| 2002 | 329,326   | 1,153,855 | 28.5                   |
| 2003 | 319,831   | 1,123,610 | 28.5                   |
| 2004 | 301,673   | 1,110,721 | 27.2                   |
| 2005 | 289,127   | 1,062,530 | 27.2                   |
| 2006 | 276,352   | 1,092,674 | 25.3                   |
| 2007 | 256,672   | 1,089,818 | 23.6                   |
| 2008 | 242,326   | 1,091,156 | 22.2                   |
| 2009 | 226,878   | 1,070,036 | 21.2                   |
| 2010 | 212,694   | 1,071,305 | 19.9                   |
| 2011 | 202,106   | 1,050,807 | 19.2                   |
| 2012 | 196,639   | 1,037,231 | 19.0                   |
| 2013 | 186,253   | 1,029,817 | 18.1                   |
| 2014 | 181,905   | 1,003,539 | 18.1                   |
| 2015 | 176,388   | 1,005,721 | 17.5                   |
| 2016 | 168,015   | 977,242   | 17.2                   |
| 2017 | 164,621   | 946,146   | 17.4                   |
| 2018 | 161,741   | 918,400   | 17.6                   |
| 2019 | 156,430   | 865,239   | 18.0                   |
| 2020 | 141,433   | 840,832   | 16.8                   |
| 2021 | 126,174   | 811,604   | 15.5                   |
| 2022 | 122,725   | 770,747   | 15.9                   |
| 2023 | 126,734   | 727,288   | 17.4                   |

日本では、平安時代の『今昔物語集』に既に堕胎に関する記載が見られるが、最も盛んだったのは江戸時代である。
中絶が制度化される以前は、民間によって中絶が行われていた。何度か堕胎禁止の指導があったが止まることはなく、看板を掲げて中絶を商売にする者すら出てきたため、明治政府は1868年（慶応4年・明治元年）12月24日に、富国強兵などの理由もあり、産婆による売薬・堕胎を禁止する法令を公布。1880年（明治13年）の旧刑法と1907年（明治40年）の現行刑法において「堕胎罪」を制定した。しかし、その後も隠れて行なわれており、大正末期には、大阪で医院と製薬会社と旅館が結託し大規模な堕胎手術を行なっていたとして摘発された。
戦前の状況として、当時は母体保護法のような法律はなく、中絶は産婆（助産婦）が行う場合も正規の医師が行う場合も堕胎罪に問われる違法行為であったが、実際にはヤミ行為として頻繁に行われていた。伝統的な日本の産児調節の方法は間引きと中絶が主流で、避妊は信頼できる方法もなく一般に普及していなかった。大正期に入ってマーガレット・サンガーの産児制限運動が紹介されるようになったものの、自国の強国化を図る国は兵力増に結びつくナタリスト政策（産めよ殖やせよ）をとり、国の様々な掣肘や圧力によって、産児制限はその概念すら一般にはなかなか広まることはなかったとされる。
ナチスドイツの優生思想は日本にも導入され、とくに日中戦争の長期化に伴い質の高い兵士の増強が必要となり、1940年の「国民優生法」で遺伝性疾患の断種を制定した。それまでは母体保護の理由がある場合にのみに認められていた中絶について、法案段階で遺伝的疾患については3か月未満について認める案も出されたが、むしろ「健全な素質を持つ者」の人工妊娠中絶が行われないよう規制が強められる措置が取られることになった。断種については、この法に基づいて1941年から1947年までに538例実行されたが、戦時下の「産めよ増やせよ」政策で申請による強制的な執行（6条）は当面外されることになりそのままとなった。

### 二日市保養所
太平洋戦争後、引揚途上の様々な事情で妊娠し出産しての平穏な帰郷が困難な引揚者の日本人女性に対する堕胎手術や性病の治療が、福岡県の二日市保養所等で行われた。当時、堕胎は違法行為（堕胎罪）であったが、戦前より婚外子の妊娠・経済的理由等で事実上広くヤミで行われ官憲側が取り締まる立場であったが、このとき政府が黙認どころか事実上後押しする形で行われたことには、海外から強力な性病が入ってくることを懼れた、政府関係者が混血児の発生を嫌っていた等諸説あるが、事実上の最高決定者が誰であったかとともに、今日なお不明なままとなっている。保養所の施設閉鎖まで500件の堕胎手術が実施された。
朝鮮からの引揚は1946年いっぱいで完了、満州からの引揚も1947年4月に一応の完了をみて博多引揚援護局は1947年4月に閉鎖、福岡と中原に女性の療養施設があったが6月初めごろには全員退所、二日市保養所には長期療養者がいたが1947年夏ごろまで存続していたが同年秋頃までには二日市保養所は閉鎖したとみられる。

### 優生保護法
1947年、戦前から産児制限論者として知られた社会党系の議員らが遺伝的疾患のみならず強姦といった場合の妊娠中絶を認める優生保護法案を提出したものの、GHQとの折衝に手間取り審議未了で廃案となった。ところが国会終了後に参院の保守派政党の医系議員から提出を委せてほしいとの申し出が来た。意図を疑った社会党議員らは当初は拒否したものの、衆参両院で法案に賛同する保守系議員が増加、衆参両院で超党派で提出することになった。法案はそれまでの母体保護だけでなく遺伝的疾患や強姦他の不幸な原因による妊娠の中絶も合法化するものであったが、さらに母体健康保護を名目に多子となる一定の場合も中絶を認める修正が加えられた。
1948年、優生保護法が成立した。さらに1949年には中絶を認める場合として経済的理由が追加された。のちに東京新聞は「この陰の演出者は第一次大戦後のドイツの悲劇（←経済恐慌とハイパーインフレ）を知り抜いていた日本政府の、それも最高権力者では、との推測が医学関係者を中心におこなわれていた」と報じている。人口学者の寺尾球磨慶大名誉教授は「いろいろ調べてみたが、あるところまでたどっていくと、（略）その先がどうしても分からない」と語っている。武田繁太郎は、この法の成立には、戦後の引揚による人口増と1946年の大凶作による食糧不足のための口減らし政策だったのではないかとみている。
優生保護法第14条には、以下の条件に当てはまる中絶も認められていた。

一　本人又は配偶者が精神病、精神薄弱（知的障害）、精神病質、遺伝性身体疾患又は遺伝性奇型を有しているもの
二　本人又は配偶者の四親等以内の血族関係にある者が遺伝性精神病、遺伝性精神薄弱、遺伝性精神病質、遺伝性身体疾患又は遺伝性奇型を有しているもの
三　本人又は配偶者が癩疾患（ハンセン病）に罹つているもの
四　妊娠の継続又は分娩が身体的又は経済的理由により母体の健康を著しく害するおそれのあるもの
五　暴行若しくは脅迫によつて又は抵抗若しくは拒絶することができない間に姦淫されて妊娠したもの
だが、これらの中には病気と遺伝との関係に対するあからさまな誤解や偏見に基づく項目も混じっており、また、「障害者であればこの世に生まれてこないよう抹殺すべきである」といった差別的な考えを助長する虞（おそれ）があるとの障害者団体からの反発が根強かったことから、法改正に伴って削除された（後述）。

### 母体保護法
1996年、優生保護法は母体保護法として改正された。優生保護法と同じく指定医師が合法的に人工妊娠中絶を行っている。母体保護法では人工妊娠中絶を「胎児が、母体外において、生命を保続することのできない時期に、人工的に、胎児及びその附属物を母体外に排出すること」と定義し、下記2つのみを正当な中絶の理由として定めている。違反したものは堕胎罪に問われる。

一　妊娠の継続又は分娩が身体的又は経済的理由により母体の健康を著しく害するおそれのあるもの
二　暴行若しくは脅迫によつて又は抵抗若しくは拒絶することができない間に姦淫されて妊娠したもの

母体保護法の第2条第2項には、人工妊娠中絶を行う時期の基準は、「胎児が、母体外において、生命を保続することのできない時期」と定められており、妊娠22週未満とされた。1976年以前までは通常28週未満、1976年から1990年までは通常24週未満、1978年に「妊娠満23週以前」の表現へ修正、1990年以降に未熟児の生存可能性に関する医療水準の向上を受け、通常22週未満と基準期間が短縮された。また、個々の事例での生存可能性については、母体保護法指定医師が医学的観点から客観的に判断を加味すべきことも、付記および保健医療局精神保健課長からの同日通知で示された。
優生保護法施行直後の1949年には24万6千件だった中絶件数は1953年には百万台を突破、1955年の117万件をピークに1962年に百万台を割り、その後は漸減、2004年には30万台となっている。
出生比で見た人工妊娠中絶実施率（出生数を100で見た場合の人工妊娠中絶件数）は、1955年は約67.6%であったが、2023年は約17.4%と減少している。しかしながら2017年以降は、出生数の減少が人工妊娠中絶の減少スペースより大きいため、2019年コロナウイルス感染症流行による緊急事態宣言などの外出自粛による影響があった2020年・2021年を除いて占める割合が増加している。なお、1955年以降最少の割合となった年は2021年であり、約15.5%であった。但し、2019年コロナウイルス感染症の流行の経済悪化の影響で、収入が減少し限定的ながら出産を躊躇い中絶を選んだ女性がいることも事実である。
妊娠者が中絶を実施する割合(出生数と人工妊娠中絶件数を合わせた数を100とした人工妊娠中絶件数。ただし、死産は除く。)は10歳代に次いで20代前半が高くなっている。2023年は、全体では約14.8%であり、15歳未満が85.0%、10代後半は約69.6%、20代前半が約40.8%なのに対し、40歳前半は約19.5%、40代後半は約39.5%が中絶している。逆に最も低いのは30代前半の約7.9%であり、次いで30代後半の約11.0%であった。ただし絶対数では、妊娠者自体の多さから20-30歳代が大半を占めており、全体の約92.8%を占めていた。
件数は厚生労働省の統計によれば、1955年に約117万件、1965年に約84万件、1980年に約60万件、1990年に約46万件、1990年代後半から2001年にかけては30歳未満（特に20歳未満）の中絶件数が増加した時期の最中である2000年は約34万件である。2002年以降は減少しており、2011年は約20万件、2023年は約13万件である。なお、2023年は前年に比べて約3.3%増加しており、年齢階級別では30代後半と40代後半を除いて増加した。
日本の現行法（母体保護法）では、出生前診断などで障害児であることが判明したことを理由とする中絶は直接的表現としては認められていないが、「経済的理由」という名目を拡大解釈した上で障害胎児であることの事実上の中絶が行われている。
中絶の方法としては、電動吸引管を使用する方法や手動真空吸引法のほか、掻爬法も行われている。WHOの必須医薬品にも指定されている経口中絶薬は日本では認可されていないため、世界標準での安全な中絶が実現できていないと指摘する産婦人科医もいる。
中絶可能週数は22週までで、中絶の同意書には配偶者の同意者が必要である。未婚者の場合でもパートナーの合意を求める病院があり男性も交際相手の女性の中絶同意書に署名する責任がある。しかしこの制度は性暴行の加害者にも同意を求めなくては手術を行うことができない現状に繋がっているため弁護士から批判を浴びていた。愛知県では連絡が取れなくなった胎児の父の中絶同意署名を求めるうちに中絶可能週数を経過し、公園のトイレで出産した21歳女性が子供を適切な医療措置を行わず死亡させ遺体をビニール袋に入れて遺棄した事件があり、女性が懲役3年、執行猶予5年の判決となった。また、この事件については、中絶可能期間が過ぎても、産婦人科が行政に連絡し、特定妊婦として行政支援が受けられた可能性があることも指摘されている。
更に、2020年6月には性暴力で妊娠した未婚女性が複数の医療機関に中絶手術を断られるケースがあったとして、「犯罪被害者支援弁護士フォーラム（VSフォーラム）」が現状に対する運用改善を申し入れ、これを受け入れる形で、日本医師会は2021年3月4日に厚生労働省に「妊婦が夫のDV被害を受けているなど婚姻関係が実質破綻しており、中絶について配偶者の同意を得ることが困難な場合、本人の同意だけで足りると解してよいか」と照会した6日後に同意すると回答した。これを受けて、日本産婦人科医会は、同月14日に都道府県の産婦人科医会に通知を出し、婚姻関係の破綻の有無については、「本人からの申し出に基づき、産科医会が指定する医師が判断するが、親族か、夫婦関係を知る第三者に確認するのが望ましい」とした。判断の理由についてもカルテに記載するよう求める方針とする予定である。またこの流れとは別に2021年2月にDV被害者を支援するNPO法人「全国女性シェルターネット」により、母体保護法の配偶者同意要件を撤廃するよう求める要望書を国に提出していた。
しかしながら、母体保護法第14条第2項により未婚の場合や暴行・脅迫によって妊娠した場合などは本人の同意だけで足り、日本産婦人科医会の通達があるにもかかわらず、手術後に父親から民事訴訟を受けることを恐れ、本来必要のない配偶者の同意を求めるケースが相次いでいる。そのため、2021年9月14日に「国際セーフ・アボーション・デーJapanプロジェクト」により母体保護法第14条の規定にある配偶者の同意を撤廃するよう約4万人分の署名とともに厚生労働省に要望書を提出した。
2018年にある女性が、沖縄県内のクリニックで人工妊娠中絶を希望。女性は「配偶者（夫）とは離婚調停中であり、DVのような行為も受けていた」と話したため、クリニックの産婦人科の医師は夫の同意を得ることなく中絶手術を実施した。これに対し、夫が「（手術をした）医師の行為は母体保護法違反にあたる」などとして那覇地方裁判所に慰謝料を求め提訴。2021年11月に同地裁は「女性の説明は具体的であり、医師が女性を信頼したのは合理的である」などとして訴えを退けたため、夫は福岡高等裁判所那覇支部に控訴していたが、2022年12月5日に同支部は控訴を退ける判決を出した。

## 各国の状況
| 合法:                        |                                                                               |
|                              | 在胎週数の制限なし。                                                          |
|                              | 妊娠17週以降に制限あり。                                                      |
|                              | 妊娠17週以内に制限あり。                                                      |
|                              | 制限不明。                                                                    |
| 非合法:                      |                                                                               |
|                              | 例外は、母体の生命・健康へのリスク*、強姦*、社会経済的理由、胎児の先天異常*。 |
|                              | 例外は、母体の生命・健康へのリスク*、強姦、胎児の先天異常。                   |
|                              | 例外は、母体の生命・健康へのリスク*、胎児の先天異常。                         |
|                              | 例外は、母体の生命*・健康へのリスク*、強姦。                                  |
|                              | 例外は、母体の生命・健康へのリスク。                                          |
|                              | 例外は、母体の生命へのリスク。                                                |
|                              | 例外なし。                                                                    |
|                              | 不明。                                                                        |
| * 一部の国・地域では非適用。 |                                                                               |

各国・地域の人工妊娠中絶に対する法律
注: 国や地域によっては、他の法律・規制・法原則・司法判断によって人工妊娠中絶に対する法律が修正されている場合がある。この地図は、当局によって実施された複合的な効果を示している。

現時点であらゆる理由による堕胎を違法としている国として、ドミニカ共和国、ホンジュラス、マルタ、ニカラグア、バチカンが挙げられる。また、キリスト教、イスラム教あるいは仏教の信者を多数有する国の多くでは、妊婦の生命あるいは健康に著しく損害をもたらす場合だけで堕胎が許される。
| 国                       | 女性 1000人 あたりの 中絶率 | 中絶数     | 年次 | 年齢区分 |
| ------------------------ | --------------------------- | ---------- | ---- | -------- |
| ベトナム                 | 64.0                        | 1,630,000  | 2019 | 15–49    |
| マダガスカル             | 60.0                        | 376,000    | 2019 | 15–49    |
| ギニアビサウ             | 59.0                        | 26,600     | 2019 | 15–49    |
| キューバ                 | 55.0                        | 147,000    | 2019 | 15–49    |
| カーボベルデ             | 49.0                        | 7,100      | 2019 | 15–49    |
| グリーンランド           | 48.4                        | 870        | 2022 | 17–64    |
| インド                   | 48.0                        | 16,600,000 | 2019 | 15–49    |
| トリニダード・トバゴ     | 48.0                        | 17,100     | 2019 | 15–49    |
| カンボジア               | 45.0                        | 195,000    | 2019 | 15–49    |
| シエラレオネ             | 45.0                        | 82,600     | 2019 | 15–49    |
| バルバドス               | 45.0                        | 3,000      | 2019 | 15–49    |
| コンゴ共和国             | 44.0                        | 54,700     | 2019 | 15–49    |
| パキスタン               | 43.0                        | 2,240,000  | 2019 | 15–49    |
| ケニア                   | 43.0                        | 551,000    | 2019 | 15–49    |
| ウガンダ                 | 43.0                        | 418,000    | 2019 | 15–49    |
| サモア                   | 43.0                        | 1,800      | 2019 | 15–49    |
| ペルー                   | 42.0                        | 353,000    | 2019 | 15–49    |
| リベリア                 | 42.0                        | 47,600     | 2019 | 15–49    |
| モルディブ               | 42.0                        | 4,700      | 2019 | 15–49    |
| ネパール                 | 41.0                        | 348,000    | 2019 | 15–49    |
| ガボン                   | 41.0                        | 21,100     | 2019 | 15–49    |
| モザンビーク             | 40.0                        | 277,000    | 2019 | 15–49    |
| バヌアツ                 | 39.0                        | 2,800      | 2019 | 15–49    |
| サントメ・プリンシペ     | 39.0                        | 1,900      | 2019 | 15–49    |
| タンザニア               | 38.0                        | 482,000    | 2019 | 15–49    |
| ハイチ                   | 38.0                        | 111,000    | 2019 | 15–49    |
| ボリビア                 | 38.0                        | 108,000    | 2019 | 15–49    |
| ジャマイカ               | 38.0                        | 29,800     | 2019 | 15–49    |
| ガーナ                   | 37.0                        | 266,000    | 2019 | 15–49    |
| ドミニカ共和国           | 37.0                        | 101,000    | 2019 | 15–49    |
| セントルシア             | 37.0                        | 1,900      | 2019 | 15–49    |
| フィリピン               | 36.0                        | 973,000    | 2019 | 15–49    |
| パプアニューギニア       | 36.0                        | 77,200     | 2019 | 15–49    |
| ガイアナ                 | 36.0                        | 7,300      | 2019 | 15–49    |
| バングラデシュ           | 35.0                        | 1,580,000  | 2019 | 15–49    |
| コートジボワール         | 35.0                        | 207,000    | 2019 | 15–49    |
| ザンビア                 | 35.0                        | 140,000    | 2019 | 15–49    |
| カメルーン               | 34.0                        | 201,000    | 2019 | 15–49    |
| ラオス                   | 34.0                        | 64,100     | 2019 | 15–49    |
| パラグアイ               | 34.0                        | 60,900     | 2019 | 15–49    |
| 東ティモール             | 34.0                        | 10,100     | 2019 | 15–49    |
| ナイジェリア             | 33.0                        | 2,000,000  | 2020 |          |
| コンゴ民主共和国         | 33.0                        | 593,000    | 2019 | 15–49    |
| アルゼンチン             | 33.0                        | 368,000    | 2019 | 15–49    |
| アンゴラ                 | 33.0                        | 229,000    | 2019 | 15–49    |
| ブラジル                 | 32.0                        | 1,830,000  | 2019 | 15–49    |
| ベナン                   | 32.0                        | 84,300     | 2019 | 15–49    |
| トーゴ                   | 32.0                        | 60,300     | 2019 | 15–49    |
| ブータン                 | 32.0                        | 6,400      | 2019 | 15–49    |
| ソロモン諸島             | 32.0                        | 4,900      | 2019 | 15–49    |
| ベリーズ                 | 32.0                        | 3,300      | 2019 | 15–49    |
| メキシコ                 | 31.0                        | 1,040,000  | 2019 | 15–49    |
| マラウイ                 | 31.0                        | 134,000    | 2019 | 15–49    |
| キルギス                 | 31.0                        | 49,500     | 2019 | 15–49    |
| プエルトリコ             | 31.0                        | 23,100     | 2019 | 15–49    |
| ボツワナ                 | 31.0                        | 18,600     | 2019 | 15–49    |
| コモロ                   | 31.0                        | 6,100      | 2019 | 15–49    |
| スリナム                 | 31.0                        | 4,500      | 2019 | 15–49    |
| 南アフリカ               | 30.0                        | 461,000    | 2019 | 15–49    |
| ブルキナファソ           | 30.0                        | 136,000    | 2019 | 15–49    |
| パナマ                   | 30.0                        | 31,200     | 2019 | 15–49    |
| ソマリア                 | 29.0                        | 93,200     | 2019 | 15–49    |
| ナミビア                 | 29.0                        | 18,600     | 2019 | 15–49    |
| エスワティニ             | 29.0                        | 8,800      | 2019 | 15–49    |
| フランス領ギアナ         | 29.0                        | 2,100      | 2019 | 15–49    |
| 中国                     | 28.0                        | 9,700,000  | 2021 |          |
| スリランカ               | 28.0                        | 149,000    | 2019 | 15–49    |
| エクアドル               | 28.0                        | 123,000    | 2019 | 15–49    |
| ルワンダ                 | 28.0                        | 84,300     | 2019 | 15–49    |
| コロンビア               | 27.0                        | 360,000    | 2019 | 15–49    |
| 中央アフリカ共和国       | 27.0                        | 28,500     | 2019 | 15–49    |
| ミャンマー               | 26.0                        | 387,000    | 2019 | 15–49    |
| ギニア                   | 26.0                        | 77,400     | 2019 | 15–49    |
| ブルンジ                 | 26.0                        | 65,000     | 2019 | 15–49    |
| タジキスタン             | 26.0                        | 58,100     | 2019 | 15–49    |
| インドネシア             | 25.0                        | 1,770,000  | 2019 | 15–49    |
| タイ                     | 25.0                        | 437,000    | 2019 | 15–49    |
| 南スーダン               | 25.0                        | 63,600     | 2019 | 15–49    |
| トンガ                   | 25.0                        | 620        | 2019 | 15–49    |
| エチオピア               | 24.0                        | 632,000    | 2019 | 15–49    |
| エルサルバドル           | 24.0                        | 43,300     | 2019 | 15–49    |
| ウズベキスタン           | 23.0                        | 198,000    | 2019 | 15–49    |
| マリ                     | 23.0                        | 92,600     | 2019 | 15–49    |
| レソト                   | 23.0                        | 12,800     | 2019 | 15–49    |
| エジプト                 | 23.0                        | 1,050,000  | 2015 | 15–44    |
| 韓国                     | 21.0                        | 50,000     | 2019 | 15–44    |
| ホンジュラス             | 21.0                        | 53,000     | 2019 | 15–49    |
| コスタリカ               | 21.0                        | 27,500     | 2019 | 15–49    |
| モンゴル                 | 21.0                        | 17,400     | 2019 | 15–49    |
| エリトリア               | 21.0                        | 16,500     | 2019 | 15–49    |
| ジブチ                   | 21.0                        | 5,100      | 2019 | 15–49    |
| カザフスタン             | 20.1                        | 71,442     | 2022 |          |
| グアテマラ               | 19.0                        | 85,400     | 2019 | 15–49    |
| トルクメニスタン         | 19.0                        | 28,900     | 2019 | 15–49    |
| イギリス                 | 18.6                        | 214,256    | 2021 |          |
| ジンバブエ               | 18.0                        | 67,300     | 2019 | 15–49    |
| モルドバ                 | 18.0                        | 19,400     | 2019 | 15–49    |
| チャド                   | 17.0                        | 58,400     | 2019 | 15–49    |
| スウェーデン             | 17.0                        | 37,300     | 2019 | 15–49    |
| モーリタニア             | 17.0                        | 17,800     | 2019 | 15–49    |
| オーストラリア           | 16.0                        | 93,800     | 2019 | 15–49    |
| ガンビア                 | 16.0                        | 8,800      | 2019 | 15–49    |
| ジョージア               | 15.7                        | 35,401     | 2022 | 15–44    |
| フランス                 | 15.5                        | 201,000    | 2021 | 15–49    |
| ニジェール               | 15.0                        | 69,000     | 2019 | 15–49    |
| セネガル                 | 15.0                        | 57,900     | 2019 | 15–49    |
| ギリシャ                 | 15.0                        | 34,600     | 2019 | 15–49    |
| アメリカ                 | 14.4                        | 930,160    | 2020 | 15–44    |
| ニカラグア               | 14.0                        | 26,800     | 2019 | 15–49    |
| 北マケドニア共和国       | 14.0                        | 7,300      | 2019 | 15–49    |
| ロシア                   | 13.1                        | 553,500    | 2020 |          |
| アイスランド             | 13.0                        | 990        | 2019 | 15–49    |
| アルメニア               | 12.8                        | 10,718     | 2020 |          |
| カナダ                   | 12.0                        | 97,500     | 2019 | 15–49    |
| ニュージーランド         | 12.0                        | 13,100     | 2019 | 15–49    |
| デンマーク               | 12.0                        | 14,600     | 2019 | 15–49    |
| ブルガリア               | 11.9                        | 19,328     | 2020 |          |
| アゼルバイジャン         | 11.8                        | 34,712     | 2020 |          |
| ベラルーシ               | 11.4                        | 16,696     | 2022 |          |
| ノルウェー               | 11.0                        | 13,100     | 2019 | 15–49    |
| ウルグアイ               | 11.0                        | 9,500      | 2019 | 15–49    |
| ボスニア・ヘルツェゴビナ | 11.0                        | 8,500      | 2019 | 15–49    |
| イラン                   | 10.7                        | 450,000    | 2021 |          |
| エストニア               | 10.3                        | 3,741      | 2019 |          |
| ポーランド               | 10.0                        | 93,000     | 2019 | 15–49    |
| ハンガリー               | 9.8                         | 23,901     | 2020 |          |
| イスラエル               | 8.4                         | 17,582     | 2019 | 15–49    |
| ベルギー                 | 8.0                         | 19,500     | 2019 | 15–49    |
| スペイン                 | 7.5                         | 88,269     | 2020 |          |
| チリ                     | 7.0                         | 33,000     | 2019 |          |
| オランダ                 | 7.0                         | 26,500     | 2019 | 15–49    |
| ルーマニア               | 6.7                         | 31,889     | 2020 |          |
| フィンランド             | 6.5                         | 8,322      | 2020 |          |
| チェコ                   | 6.4                         | 16,886     | 2020 |          |
| ラトビア                 | 6.4                         | 2,848      | 2020 |          |
| スロベニア               | 6.1                         | 2,945      | 2020 |          |
| 日本                     | 6.0                         | 166,000    | 2019 | 15–49    |
| ウクライナ               | 6.0                         | 64,893     | 2020 |          |
| モンテネグロ             | 6.0                         | 860        | 2019 | 15–49    |
| ポルトガル               | 5.6                         | 14,075     | 2020 |          |
| ドイツ                   | 5.4                         | 99,948     | 2020 |          |
| ルクセンブルク           | 5.2                         | 559        | 2022 |          |
| スイス                   | 5.1                         | 10,775     | 2020 |          |
| シンガポール             | 5.0                         | 7,400      | 2019 | 15–49    |
| イタリア                 | 4.9                         | 65,757     | 2020 |          |
| セルビア                 | 4.8                         | 8,005      | 2020 |          |
| スロバキア               | 4.4                         | 6,180      | 2020 |          |
| リトアニア               | 4.3                         | 2,794      | 2020 |          |
| トルコ                   | 2.7                         | 43,000     | 2021 |          |
| クロアチア               | 2.7                         | 2,594      | 2020 |          |
| オーストリア             | 1.3                         | 1,800      | 2021 |          |
| アルバニア               | 1.2                         | 873        | 2020 |          |
| アルジェリア             | 0.4                         | 8,000      | 2018 |          |

### アジア

#### 韓国

##### 現況
かつて大韓民国では、国内信者数が多いキリスト教福音派の影響および儒教的観点（女児ならば中絶する。などの性別判別）から、1953年にできた堕胎罪により2020年まで条件付きながら禁止されていた。
2012年8月23日に、憲法裁判所により妊婦の自己決定権よりも胎児の生存権が優先されるとして、堕胎罪の合憲判決が一旦下されていた。しかし合憲判決後、堕胎罪関連規定に違反して起訴された女性産婦人科医が、危険にさらし、女性の権利を限定していると憲法裁判所に訴えたことをきっかけに、2019年4月11日には、2012年の合憲判決を覆し「中絶の全面禁止は憲法に反しており、妊娠初期（22週前後）の堕胎は許容するべき」とし、中絶を禁止した刑法を憲法違反とする歴史的な判決を言い渡した。それと同時に、2020年末までに刑法を改正するよう命じ、改正されない場合は2021年1月から効果を失うと宣告した。なお、審判に加わった裁判官のうち、違憲を支持した3人は、堕胎罪により起訴される事例はまれであるため、違憲判決でも大きな混乱は生じないと述べるとともに、妊娠14週までは無条件に中絶を認めるべきとした。但しこの判決では、妊婦の同意を得て堕胎した医師以外（韓医師、助産師、薬剤師または薬種商（医薬品販売業者））に対して、堕胎罪は合憲のままであり、刑罰が科される。
この判決の影響により、検察は2019年6月に、妊娠期間12週以内に中絶した被疑者を起訴猶予処分（検察が容疑を認めながらも、裁判に渡さないこと）などの中絶事件処理基準を設けた。妊娠12 - 22週であれば、法令が新たに用意されるまで、起訴を停止する方針とし、改正前まで処罰を留保することにした。
そして、2020年10月に法務部と保健福祉部により作成された改正案が提出された。その内容は、14週までは合法化し、15週から24週までは健康上や社会的・経済的な理由を条件に合法化、24週以降は禁止というものであった。しかしながら、憲法裁判所が定めた2020年末の期限に間に合わず、2020年末をもって効力を失い、合法化した。
その後、人工妊娠中絶に関する法律が制定されないまま空白状態が2024年9月27日時点でも続いており、医療過誤によるリスクだけでなく、安全に人工妊娠中絶できる機会を妨げている（病院によって費用が異なっていたり、誤った情報が伝えられるなど）と指摘されており、新たに人工妊娠中絶に関する法律の立法化や安全な人口妊娠中絶の条件整備が求められている。
また、妊娠30週を超える人工妊娠中絶が法の空白状態により一部の産婦人科で秘密裏に行われている。実際に、2024年6月末に韓国首都圏の病院で妊娠36週で妊娠中絶を受けた韓国の地方在住の当時20代の女性ユーチューバーがYoutubeに中絶体験を記録したとされる動画を投稿する事件が起きている。その後、同年7月12日に保健福祉部の要請により、ソウル警察が殺人容疑(堕胎罪が廃止されているため、過去に3～4週の胎児を妊娠中絶した医師に殺人罪を適用した裁判所の判例があったことによる。)でユーチューバーと手術を行った産科医に対して捜査を行い、動画が事実であり手術を行ったことを突き止めている。但し、2人に対する起訴は、人口妊娠中絶以外の犯罪の証拠を見つける必要があることと堕胎罪が廃止されているため、起訴自体のハードルが高いため、刑罰が科されない可能性が高い。

##### 堕胎罪（2020年末で廃止）
韓国では2021年1月1日、堕胎罪が無効化されている。
かつて存在した堕胎罪では、中絶をした女性は1年以下の懲役か200万ウォン以下の罰金を科し、妊婦の同意を得て堕胎した医師らに対しても2年以下の懲役を科すと定めていた。但し、母子保健法において、例外的に中絶が認められるケースが5つあった。その5つは、以下のケースとなっていた。
1. 本人又は配偶者が一定の優生学的又は遺伝学的な精神障害又は身体疾患を有する場合
2. 本人又は配偶者が一定の伝染病疾患を有する場合
3. 強姦又は準強姦により妊娠した場合
4. 法律上婚姻できない血族間又は姻族間で妊娠した場合
5. 妊娠の継続が医学的理由により母体の健康を著しく害する（又はおそれがある）場合

いずれかに該当する場合であって、妊娠24週以内であるときは中絶が認められる。
しかしながら実態として、堕胎罪で起訴されることはまれであり、2017年の起訴件数は8件であった。

##### 中絶件数
韓国の中絶件数は、韓国保健社会研究院の推計より、15～44歳の女性の人工妊娠中絶件数と人口1,000人あたりの妊娠中絶件数は下表のとおり推移しており、減少傾向にある。但し、2019年以降は微増傾向にあるが、憲法裁判所が中絶を禁止した刑法を憲法違反と判断したことや、2019年コロナウイルス感染症流行による経済悪化などの社会情勢が影響した可能性があると推測されている。
| 年   | 15～44歳の女性1000人 当たりの件数（件） | 推定中絶件数（件） |
| ---- | --------------------------------------- | ------------------ |
| 2005 | 29.8                                    | 342,433            |
| 2010 | 15.8                                    | 168,738            |
| 2016 | 6.9                                     | 69,609             |
| 2017 | 4.8                                     | 49,764             |
| 2018 | 2.3                                     | 23,175             |
| 2019 | 2.7                                     | 26,985             |
| 2020 | 3.3                                     | 32,063             |

2020年に関しては、15～49歳の女性の内、性経験のある女性のうち6.6%、妊娠したことのある女性のうち15.5%が中絶を経験したことになる。中絶の件数が大きく減ったのは、避妊具の改良と、コンドームやピルを使った避妊が増加していること、女性人口の減少、中絶経験者の平均中絶回数の減少が要因とみられている。但し、違憲判決前の指摘であるが、正直に申告している可能性が低いため、韓国保健社会研究院の推計の3倍はあると言われている。

#### 中国
中国においてかつては儒教的価値観から人工妊娠中絶は事実上禁止されていたが、一人っ子政策の施行後は公的に認められている。これに伴い、跡継ぎの男児を希望する農村部を中心に、妊娠中の性別検査で女児と判明した胎児を中絶する事例が多発し、人口構成が偏る社会問題が起きている。一方、地下教会である家の教会のクリスチャン達は現行の中絶に抵抗している。

#### インド
インドでは妊娠20週までの中絶が認められている。妊娠20週以降については母体に生命の危険があるときのみ中絶が認められているが、未成年に対する性的虐待などのケースでは司法判断により20週以降の妊娠中絶が認められる場合もある。

### アフリカ

#### モロッコ
モロッコでは、人工妊娠中絶はタブー視され違法行為でもあり、中絶した女性には2年以下の実刑を科している。オランダの女性権利団体はモロッコの法の制限を回避するために、領海外でモロッコ人女性の中絶を行う「妊娠中絶船」を運行した。安全な方法で中絶を施し、違法中絶による健康リスクから女性を救うことを目的とする船であるが、モロッコでは大きな抗議デモが起きた。モロッコでは年間600-800件の違法中絶が行われているが、医学的に適切な方法で中絶されているのは財力のある200例程度の女性に限られるとされ、WHOの統計では不適切な中絶によって毎年平均78人の女性が死亡しているとされる。

### ヨーロッパ

#### ルーマニア
ルーマニア共産党政権下の1966年にチャウシェスク政権が人口増加を狙って人工妊娠中絶と離婚を禁止したが、「チャウシェスクの子供たち」や「マンホールチルドレン」と呼ばれる社会問題を引き起こす誘因となった。

#### イングランド
イングランドでは合法であり、2021年時点での費用は50ポンドである。
アイルランドで中絶が事実上禁止されていた時代には、イングランドへ渡航して中絶手術を受けることが一般的であった。

#### アイルランド
カトリック教会の教徒が大多数を占めるアイルランドでは、中絶は1983年の憲法改正で中絶禁止が明記され、「中絶禁止法」という法律により事実上禁止されていた。しかし1992年には、強姦被害を受けた14歳の少女が中絶手術を受けるためにイングランドへ渡航しようとしたところ、渡航を阻止される事件があった。その後アイルランド最高裁により、渡航禁止命令が覆された。その後、住民投票により、女性に国外で妊娠中絶の手術を受ける権利や、海外の中絶サービスに関する情報を受け取る権利があることが認められた。
その後、医療上必要な中絶処置を受けられなかったインド出身の31歳の妊婦だったサビタ・ハラパナバルの死が報じられたことをきっかけに議論が進み、2013年には、母体の安全を脅かす危険がある場合は中絶を認めるとする法律が成立した。
それでも、強姦によるものは認められないばかりか、1983年～2018年の35年の間に、約17万人のアイルランド人妊婦が中絶のためにイングランドに渡り、2017年だけでも3,019人もいた。
しかし、2018年5月26日の中絶禁止を定める憲法修正第8条を廃止するかどうかが問われた住民投票により、約3分の2の賛成により、廃止されることになった。これにより、妊娠12週まで認められ、胎児の奇形や妊婦の健康・生命の重大な危険を及ぼす恐れがある場合にのみ24週まで中絶が認められた。
また、北アイルランドは、2019年10月22日に中絶が解禁され、刑事訴追は一時停止された。

#### ドイツ
ドイツでは刑法218条によって原則的に中絶は禁止されているが、その刑法218条a1項に免除項目を定めている。
これは1992年6月に連邦議会によって「ドイツ妊娠中絶法」によって成立した。それによると、妊娠12週までに、妊婦自身の中絶要求があり、適切な医師の元で処置されるなら中絶は違法ではないとされている。ただし、中絶手術の3日前までに州の認可を受けた妊娠葛藤相談所でのカウンセリングを受けた証明が必要とされ、社会的な援助や助言に関する相談を受ける義務があるとされる。中絶の理由に制限はなく、男性の同意も不要とされる。その理念は「妊婦が中絶を決意したなら、その決定は、胎児の生命に対して正当な敬意を払った意識的な自己責任行為として、究極的には尊重されるべきである」としている。
この状態に至るまでには、紆余曲折があり女性運動家の活動の影響が大きい。かつて西ドイツでは、堕胎手術を引き受けた者に5年以下の、依頼した妊婦には1年以下の自由または罰金刑が科された。強姦による妊娠であっても中絶できず、中絶を計画することさえも違法とされた。
そのため、中絶が合法のイギリスかオランダに渡って中絶手術を受けるか、国内で極秘に違法な中絶手術している施設を探すしか方法がなかった。これらの闇の中絶は、年間数万件程度とされ、中絶手術を引き受ける助産婦らを指して天使製造人（Engelmacherin）という言葉も使われた。不適切な中絶手術により妊婦が死亡することも少なくなかった。しかし1971年6月に週刊誌Sternに「私たち、中絶しました！」と題して表紙一面に28名の女性の顔写真を掲載し、中絶を禁止した刑法218条の改正を訴えた。当時違法とされる中絶を受けたと告白し、顔写真を掲載した28名の女性の中には、国際的スターのロミー・シュナイダー、女優のゼンタ・ベルガー、スーパーモデルのフェルシュカ・フォン・レーンドルフなども含まれていた。このパフォーマンスは2か月前にフランスでも実施されており、シモーヌ・ド・ボーヴォワールやジャンヌ・モロー、カトリーヌ・ドヌーブなどの有名人を含む343人の女性が雑誌で「中絶手術を受けた」と公言している。このパフォーマンスに対して数名が家宅捜索を受けたが、だれも起訴されることはなかった。同年7月にはドイツ法務省に中絶自由化を求める8万6000人分の署名が提出された。マスコミも概ね中絶容認に傾き、当時の社会民主党・自由民主党連合政権（FDP）は1974年に刑法218条を一部改正し、1976年7月21日、新218条が施行された。当時の内容は、「公的機関での面談により理由が認められた場合は妊娠12週まで、優生学と母体保護に基づく理由または性犯罪被害者の場合は妊娠22週までの中絶を違法としない」というものであった。
ただし、ドイツではその後も刑法218条に関しては議論が続いており、1993年5月の連邦憲法最高裁は「憲法は女性に対して妊娠を出産まで継続することを奨励している」という解釈を示している。また1996年5月28日にドイツ連邦憲法裁判所は、1995年夏に可決された中絶を原則として認めた刑法改正条項を、違憲とも判断している。この判断は、それまで中絶が自由だった旧東ドイツ地区住民を中心に国民は強い衝撃を与え、女性議員を中心にして、リスクの多い掻破手術なしで中絶できるミフェプリストンの認可を加速させたとされる。

#### フランス
フランスでは中絶は合法であり、女性の権利とされている。
1975年1月17日に、人工妊娠中絶を合法化した。ジスカール・デスタン大統領政権のシモーヌ・ヴェイユ保健相が中心となった人工妊娠中絶を認める法案が非難の内に前年に可決され、合法化された。これはカトリック主要国で初。女性解放運動の高まりの中で女優たちも後押ししたことも一因である。
カトリック教会や中絶反対派は中絶反対を唱えている。

#### ポルトガル
ポルトガルは1984年1月27日に「性犯罪の被害」「胎児の奇形化」「母体が危険」の場合に限り、人工妊娠中絶を合法化した。

#### ポーランド
ポーランドは、社会主義政権下では人工中絶認められていたが、民主化後の1993年から原則的に禁止する法律が施行された。国民の90%がカトリックである影響が強いとされる。合法とされるのはレイプ被害者や近親相姦、母体に健康リスクがある、胎児の先天的異常などの一部のケースだけである。そのため年間5万人の女性が、非合法の危険な中絶手術を受けてたり、海外に移動して中絶を受けたりなどしている。
2015年時点、殆どのヨーロッパ諸国で認可されているミフェプリストンは認可されておらず、オランダの非営利プロチョイス団体がドローンを使ってミフェプリストンを密輸してポーランド国内の女性に配布するという「中絶ドローン（Abortion Drone）」を2015年から飛ばしている。2016年10月に、中絶禁止法案を更に強化し、中絶が母体に危険が及ぶ場合だけに限定する改正が与党「法と正義」によって試みられた。反中絶の活動団体が45万人の署名を集めたことが法案改正の源になったが、反対運動が国内のあちこちで起き、首相も憂慮するコメントを発表するなど規制強化に反対する動きが広まった。同年10月6日、強化法案は下院議会で反対多数で否決された。

#### サンマリノ
イタリア領土に囲まれ、カトリック教徒が多い小国サンマリノでは2021年9月26日に実施された国民投票で、合法化への賛成が77％を超えた。

### 南北アメリカ

#### アメリカ合衆国
ピューリタンの多いアメリカでは、堕胎はタブーであり、1900年まではケンタッキー州を除く全ての州で堕胎禁止法が施行されていた（実際には非合法に行われ、その危険性から年間1万5千人程度の女性が死亡していたとされる）。1973年、合衆国最高裁判所のロー対ウェイド（Roe v. Wade）判決で人工妊娠中絶の禁止が違憲と判決が出され、中絶禁止法は直ちに廃止された。
一方でキリスト教宗教右派による根強い抵抗があり、活動家が後期中絶を行う医師を射殺したり、病院に異臭物を投げ込んだり放火したり爆破するテロリズムも多発し、殆どの病院で爆発物専門スタッフが雇用され、郵便物の開封は慎重に行うことなどを強いられている。
医師の住所や電話番号、自動車ナンバーを記載した誹謗中傷ビラが配布されたり、医師の家族や子供にまで脅迫され、結果的に病院閉鎖に至るケースもある。そのため中絶を実施している施設数は減少傾向にあり、中絶を望む女性が中絶可能な環境にアクセスし難くなっている。
2013年3月26日、ノースダコタ州では、ジャック・ダルリンプル知事が、中絶禁止法に署名、成立した。この新しい法律は、強姦や近親相姦による妊娠や、母体の健康に危険がある場合、胎児異常により結果的に胎児を失う恐れがある場合でも人工妊娠中絶を認めないため、アメリカで最も厳しい内容である。
テキサス州では2013年に、中絶を行う施設と医師に対して非常に厳しい認定基準を課した州法が成立したために41あった中絶対応施設が19に減った。2016年6月、合衆国最高裁判所はこの州法が「女性が憲法で保障された権利を行使する上で不当な負担を強いられている」として無効を言い渡した。
2019年5月15日、アラバマ州は全米で最も厳しい中絶規制法を成立させた。この法律では、妊娠週に関係なく、母体保護以外の中絶を認めず、医師が中絶手術を試みた場合は最大禁錮10年、実際に中絶手術を行なった場合は最大禁錮99年の量刑を科すことができるようになっている（但し、中絶手術を受けた女性は刑事責任を問われない。）。この規制法に対して、規制法は反対派は違憲だとして提訴。規制法賛成派はこの提訴を見越して、法廷闘争によりロー対ウェイド判決を覆そうと狙っている。同年10月4日、合衆国最高裁判所はルイジアナ州の中絶規制法の合法性を巡り審理を開始し、2020年6月29日に、違憲判決を出した。この判決の鍵となったのは、保守派であるジョン・ロバーツ長官が前述の2016年のテキサス州での違憲判決を出していること理由に違憲であると判断したことである。この判決について、保守派と目されたジョン・ロバーツ長官がリベラル寄りの判決を出したとして、保守派から不満が生じた。ただし、ジョン・ロバーツ長官自身は保守派ではあるもの判決では事件ごとに慎重な判断を行い、先例を尊重し、新たな包括的な規範を定立することを避ける傾向にあると評価されているため、ジョン・ロバーツ長官は慎重な判断をしたうえで先例に従ったに過ぎない。
また、2018年から、オハイオ州、ミシシッピー州、ケンタッキー州、アイオワ州、ノースダコタ州、ジョージア州の各州で、胎児の心拍が確認できるようになった時点（妊娠6週目前後）で中絶を禁止する厳しい規制法（通称「ハートビート法」）が次々と成立した。但しジョージア州を除く5つの州は連邦地裁で無効の判断を示し、ジョージア州は連邦地裁により施行を差し止められた。
ドナルド・トランプのアメリカ合衆国大統領就任後、複数の州で中絶規制法が制定された背景には、トランプの大統領就任後に新しく任命された合衆国最高裁判事が共に保守派であるため、最高裁の判事構成は保守派優勢となり、今後保守派に有利な判決が出される可能性があるからである。
また、アメリカの中絶件数は、ガットマッハー研究所の推定では、2020年に93万160件の人工中絶が行われ、15 - 44歳の女性1,000人あたりの中絶率は14.4件であった。これは、ピークであった1990年の約160万件の約56%であるとともに、中絶率もピーク時であった1981年の29.3の半分以下であった。しかしながら、「ロー対ウェイド」判決以降で最も低かった2017年（人工妊娠中絶件数：86万2320件、15 - 44歳の女性1,000人あたりの中絶率：13.5件）よりも件数で約8％、中絶率で約7％増加している。2020年が2017年に比べて増加した背景には、一部の州でメディケイドの人工妊娠中絶ケアの適用範囲が拡大したこと、2019年3月に制定された通称「国内ギャグ・ルール」（人工妊娠中絶の紹介禁止、妊娠中の女性に対する強制的なカウンセリング基準を課す、人工妊娠中絶関連の費用を国の公的家族計画プログラムの資金提供範囲から物理的および財政的に分離するための不必要かつ厳しい要件を課す）により低コスト又は無料の避妊ケアのアクセスが一部の州で失ったことにより意図しない妊娠が増加したことが要因の1つとして挙げられる。また、2020年は妊婦の約21%は中絶（流産を除く）であった。そして、ピーク時の1990年から2017年まで減少傾向にあった理由としては、子宮内避妊器具やインプラントの改良やオバマケア法により保険会社が補填できるようになり避妊が容易になったこと、中絶ピル使用の増加、出生率の減少などが挙げられる。
2021年9月1日、テキサス州において、実質的に妊娠6週以降の人工中絶を禁止するテキサス州ハートビート法が施行された。
2022年6月24日、前延べのロー対ウェイド判決が覆され、中絶の権利の保障が否定された。判決後に自動的に有効化される中絶禁止法が13州にあり、。ガットマーハー研究所は今後26の州で違法とされる、または制限される可能性が高い、と言う。

#### カナダ
カナダでは1988年までは、中絶する場合に中絶手術委員会の承認を得ることが必要だった。しかし1988年、カナダ最高裁はその中絶関連法案を、女性のプライバシー侵害として法案無効の判断を下した。これにより人工妊娠中絶が、妊婦の裁量で実施できるようになった。1989年春、元恋人の中絶を止めさせようとして、男性側が「胎児にも人権がある」として中絶差し止め裁判を起こした。ケベック州の裁判所は男性側（父親）の訴えを認め「胎児は人であり、ケベック州法に基づく人権がある」として、中絶差し止め判断を示した。しかし女性側（母親）が上告したカナダ最高裁で判決が覆った。1989年8月8日、カナダ最高裁は男性側の訴えを却下し、女性の自由意志としての中絶を認めた。この判例によって、女性の中絶の権利がより強く主張されることになることが予想された。

#### メキシコ
メキシコはかつて全土で中絶を非合法としたが2007年4月24日にメキシコシティで合法化したのをきっかけに2023年9月6日までに32州中12州で12州で合法化し（非合法の州でも同意なき性交による妊娠や、母体に命の危険がある時は例外的に認められている。）、同年9月6日または7日にメキシコ最高裁判所により中絶の非合法を違憲と判断し、女性の中絶する権利を合法と認める判決を下した。この判決を下した最高裁判長官であるアルトゥーロ・サルディバルは、「同意なき交わりによって母親となる日を強制的に迎えさせる権限を持つ存在は州にあらず、親にあらず、何人たりともない。」と述べている。
また、この判決が下される前の2021年9月7日にコアウイラ州の法律は違憲だとメキシコ最高裁判所により下されている。違憲判決前の同州の法律では中絶した女性に対し、最長で禁錮3年と罰金の刑を科していた。この判決により中絶の罪で禁固刑を受けいていた女性が即時釈放されている。名実共に中絶合法化されたことにより、中絶の罪により収監され釈放されていない何百人もの女性が、合法化を理由に上訴する可能性があること、そしてこの合法化によりアメリカで中絶を非合法とするテキサス州（例外は、母体の生命へのリスク）をはじめ中絶規制州在住のアメリカ人女性がメキシコに渡り中絶手術を行う可能性が指摘されている。この後2023年9月6日にもメキシコ最高裁が国内で行う人工妊娠中絶を合法とする司法判断を示している。
この合法化の背景には、ラテンアメリカで「緑の波」と呼ばれる中絶規制緩和の流れがあったこと、カトリック教会を信仰する国民の割合がラテンアメリカで2番目に多いメキシコで保守派勢力に当たるカトリック教会の影響力低下があり、メキシコ政府自体、世俗主義的だと自負している。なお、メキシコシティで合法化する際、リベラ枢機卿により「あらゆる形の中絶」を非難する声明があったり、当時ローマ法王であったベネディクト16世から合法化を認めないと発表する等カトリック教会勢力から非難に晒されている。そしてこの動きの対してメキシコ内務省は内政介入として非難し拒否することを発表している。

#### ブラジル
ブラジルでは2014年時点、妊娠8週以内のレイプ被害者と命に危険のある母親、無脳症胎児のみに中絶が認められている。人工妊娠中絶には殺人罪が適用される。2000年から2008年までの間に、中絶の犯罪で130人の女性が起訴された。カトリック教会の影響が強い。2013年には1523件の合法的な人工妊娠中絶手術が実施された一方、80万人の女性が違法な中絶処置を受け、19万6000人が不適切な処置のために追加治療が必要になったとされる。2013年連邦医師審議会は妊娠12週までなら人工妊娠中絶を女性が選択できるようにすべきという声明を発表し、上院議員で構成する刑法改正特別委員会で審議されているが、医師や政治家の間でも意見が分かれており反対意見も多い。一方、シングルマザーを集めて違法な養子縁組を結び、子供の国際的な人身売買を行っていた孤児院が摘発されるなどもしている。

#### エルサルバドル
カトリック教徒の多いエルサルバドルでは、1998年以降、人工妊娠中絶は固く禁じられており、違反すると禁錮50年という厳しい罰則がある。2013年5月29日、母子ともに病に冒され（母が全身性エリテマトーデス、子が無脳症）、子を生んでも、子は出産直後に死亡する可能性が高いと診断された女性が裁判所に中絶、および中絶を行った医師の刑事免責などの特別許可を求めていたが、裁判所はこの要請を不許可とし、中絶は認められないとした。この件では、エルサルバドルの閣僚も、中絶を許可するよう裁判所に要請していたが、裁判所は中絶厳禁の姿勢を変えなかった。この女性は2013年6月3日に女児を帝王切開で出産、女児は数時間後に死亡した。母体は健康である。その後、中絶擁護団体を中心として厳しすぎる刑罰に対する抗議を行った結果、2021年12月～2022年2月9日の間に中絶で収監された女性が5人釈放されており、そのうちの1人は2011年6月15日に救急処置が必要となり中絶したことを理由に禁錮30年の刑を科されていた
。

#### パラグアイ
カトリック教徒が多いパラグアイでは、母体に生命の危険がない限り中絶は認められない。2015年には体重34kgの10歳の女児が義父にレイプされて妊娠したケースがあり、中絶を認めない政府と母体への影響を訴えるNGO団体などの間で議論を呼んだが、中絶は認められなかった。国内の中絶に関する論争の影響を避けるために女児はTVが見られない施設に長期収容され、2015年8月に帝王切開で出産した。

#### エクアドル
エクアドルでは、カトリックの影響が根強く存在し、中絶が強く反対されている。現状では、母親の命に重篤な危険があるときか、精神障害のある女性がレイプされたことによる妊娠しか中絶が認められていない。この法律は1938年からあり、違反者は2年以内の懲役に処される。2019年9月には、エクアドルの首都キトにある国会前で、レイプ被害者や近親相姦に対する中絶規制を緩和する法改正案が否決されたことに対し、デモが起こっている。

## 宗教との関係

### キリスト教
キリスト教は、初代教会から一貫して中絶を殺人と見なし非難している。『ディダケー』は「中絶、殺害によって、子を殺してはならない」と述べる。『バルナバの手紙』も「堕胎によって子供を殺してはいけない、また生まれた子供を殺してはいけない」と述べ、中絶が殺人であると表明している。アレクサンドリアのクレメンスは、胎内の子どもを人間とみなした。テルトゥリアヌスは、『ルカによる福音書』1:41および46節、『エレミヤ書『』1:5から、胎児が人間であることを証明し、未形成の胎児でも生きた存在として認めるべきだとした。シリアの神学者エフライムは中絶の罪を犯した者に死刑を宣告した。314年のアンカラ会議は、形成された胎児と未形成の胎児と区別をしないと決定した。カイサリアのバシレイオスは、中絶した女は殺人の罪に問われなければならないとし、また胎児の発達段階に勝手に区別を設けて、妊娠初期などの段階に応じて中絶を認めるという中絶観は、キリストの愛と矛盾するとし、形成胎児と未形成の胎児を区別する議論を退けた。
ただし、歴史的にはキリスト教圏でも、教会法が中絶に厳しくなったのは近世から近代にかけてであり、世俗的には中絶も密かに行われていた。動機としては不道徳な性交を隠すため、自分の財産を贈与・相続させないため、生活のため、性的魅力の維持のため、母体の健康の保護のためなどであったとされる。これら中絶を行った者に対するキリスト教会の対応として、カトリック教会では破門になり、プロテスタントでは戒規の対象となる。教派を超えた協力の動きとしては2009年11月、正教会、カトリック教会、福音派の指導者がアメリカ合衆国でマンハッタン宣言を発表し、人間の生命の神聖、結婚の尊厳、良心と信仰の自由を守り、信者に対してこれを圧迫する勢力を斥けることを求めている。

#### カトリック教会
カトリック教会は、1869年のピウス9世の勅書 Apostolicae Sedis は中絶を例外なく殺人と見なしている。これは胎児は受精後直ちに〈人間になる〉存在であるとの見解を示したものであり、ローマ・カトリック教会は公式に他の主張を退けている。20世紀にはこの見解が公教会の教える所のものとなり、医療現場における中絶従事者の破門処分が教会法に明記されている。さらに21世紀に連なる教会の立場を示したのは1965年の第2バチカン公会議であり、ここでは生命をその胚胎から尊重する意味で中絶は罪であるとされ (Gaudium et Spes)、中絶を禁ずる根拠が姦淫の罪の隠蔽だけではなく生命の尊重へと深化した。また1968年にはパウロ6世が回勅『フマーネ・ヴィテ』(Humane Vitae) で同様に生命の尊重と人工的な産児制限への反対を表明した。これら以降の中絶の議論においては、胎児が中絶の時点で〈人間であるか否か〉という主張は退けられ、1970年代から21世紀まで続く生存権を背景にする反中絶の立場、すなわち胎児は受胎（受精）の瞬間から〈生命〉であるためその生存する権利を侵すことはできない、仮にさまざまな事情で親が育てならない場合は養子縁組をすることで中絶はせず子供も生存できるとする立場を教会はとっており、これを受けて今日では多くのプロライフ団体が中絶の廃止に向けて活動している。そして、カトリック系の大学である上智大学において、1991年4月にプロライフの立場から国際生命尊重会議が実施され1991年4月27日に胎児の人権宣言が宣言された。生殖と無関係な性交は常に断罪されてきた。ただし、妊娠初期の中絶についてはカトリック教会内ではかつて議論が存在した。それは5世紀のアウグスティヌス、中世の神学者トマス・アクィナス、ヴィエンヌ公会議にあった議論である。しかし、今日のローマ・カトリック教会においてこれらの主張は退けられている。1588年にローマの風紀の悪化を重く見たシクストゥス5世により中絶や避妊を殺人の罪に相当する破門に処すとの勅書 (Effraenatam) が発せられるが、3年後の1591年にグレゴリウス14世によって緩和された。この時に「殺人および魂を宿した胎児が関わっていない件については、教会法および市民法よりも厳しい罰は課さない」旨の勅書 (Sedes Apostolica) が発せられ、これは1869年まで効力をもった。17世紀においても胎児が受胎から期間を経て〈人間になる〉との見解を支持する立場があったが、教会は姦淫の罪を隠蔽するものとしての中絶には厳しい態度で臨み、インノケンティウス11世はたとえ妊娠した少女がこれを咎めた両親による殺害に直面したとしても中絶は容認されないとしている。

#### プロテスタント
プロテスタントはジャン・カルヴァンやマルティン・ルター以来、初代教会と同様に人工妊娠中絶を殺人の罪と見なしてきた。1960年代の後半以降には中絶を容認するプロチョイス（選択派）の立場もあり、その見解を反映して様々な運動団体が組織されている。自由主義神学やフェミニスト神学はプロチョイスの立場をとるとされる。一方、保守的なプロテスタントは中絶に強く反対しており、その立場はプロライフ（生命尊重）と呼ばれ、日本にはプロライフ団体の小さないのちを守る会などがある。また、20世紀後半のアメリカ合衆国における人工妊娠中絶の合法化を巡る議論では福音主義者・根本主義者などを中心にした保守的キリスト教の立場が、この論点を主要な課題として掲げ、プロライフ（生命尊重）を主張している。

### イスラム教
イスラム教では中絶は母体を救うという目的以外はハラーム（禁止）であると記述されている。また一部の宗派においては胎児が受精120日以内では入魂していないので道義的には悪であることには変わりないが、宗教法で罰せられるハラーム（禁止）ではないとの立場を取ると記述されている。

### 仏教
中絶は仏教徒において最も重要な戒律である不殺生戒に触れるため、伝統的な仏教では中絶に反対している。これの根拠は仏教宗派殆どすべての系列で受け入れられている上座部の経典において、中絶に僧が関与した7つの案件に関して全て例外なく、釈迦はサンガからその僧侶を追放するべしとの結論をだしたとの記述が存在するからである。さらに詳しく述べれば、生命の始まりは性行為、女性の生理、輪廻の魂の入魂が合致した時に成立するとされる。この文面から、受精し胚になった段階で生命とみなし、それを破壊することは殺生であるとの考え方が一般的である。
仏教学者の平川彰は全日本仏教会の機関紙において「仏教の不殺生戒では、生物を殺すことも堕胎もはっきりと禁じて」いるという見解を示し「何人も堕胎を好むものではないのであるからそういうことが起らないような社会条件を整えるべきである」とした。
水子供養を行っている日本の仏教寺は、幼くして亡くなった子どもは賽の河原で獄卒より苦難を受けるも、地蔵菩薩が父母の代わりに慈愛を注ぎ救済されるという中世より広まった伝説を根拠としている。

### ヒンズー教
ヒンズー教の主要経典では、中絶に関する直接の記述が存在する。中絶は、親や僧を殺すに当たる大罪であるや、中絶を行った女性はカーストを喪失するなど、中絶がヒンズー教の不殺生の重大な違反であるという立場を明確にしている。

### ユダヤ教
ユダヤ教は民族が経験した苦難の歴史から子供、および子孫繁栄に大きな価値をおく宗教となっているものの、胎児は完全な人間であるとはみなさないので妊娠初期の中絶には一定の理解を示す、妊娠中期以降は反対との立場をとる。中絶を女性の選択肢として認める立場は主に、アメリカなどの改革派のユダヤ教徒の立場である。

### ゾロアスター教
ゾロアスター教の聖典アヴェスターの『ウィーデーウ・ダート』第十五章9-15では堕胎を行うこと、また家族が堕胎を行わせることを禁じている。妊娠した女性が相手の男性に妊娠を告げ、その後男性側が、老婆（流産をもたらす薬効に通じた人物）に堕胎させてもらえ、と女性に言い、女性が「老婆」に依頼し、堕胎が完了したとする。この場合、女性、男性、施術を行った人物は三人とも等しく罪をおかしたことになるとされる。たとえ妊娠させた相手が未婚だとしても男性側は子供が生まれるまで世話しなければならない。

### 生長の家
日本のニューエイジ系新宗教である生長の家は、中絶を罪と見なしており、「堕胎禁止法」の制定運動を推進してきた。

### 神道
日本の宗教である神道は、教祖・教典のない自然宗教で、これといった戒律はないため、中絶を禁じていない。
神式の水子供養では仏教用語である「供養」の使用を避け瑞稚霊祭（みずちれいさい）と呼び、日本神話におけるヒルコを祭神とする（ヒルコ自身が不具の子であった説による）。

## 論議

### 医学的生命倫理問題
今後出生前診断が一般化した場合、先天性異常を持つ胎児を中絶することが「生命の選択」にあたるのではないかという論議がある（障害者#日本参照）。また、不妊治療の副作用として増加している多胎妊娠において、一部の胎児のみを人工的に中絶する「減数手術」をどう考えるかも論議の対象になっている。
強姦被害や避妊具が破損の事態が発生した際、緊急避妊薬（モーニング・アフター・ピル）やIUD（子宮内避妊具）の事後挿入などによる緊急避妊が行われる場合がある。これらは受精卵の成立を以って生命の発生と考える立場の人々は、中絶の一種であると非難している。ただしメーカー側は主な作用機序が排卵の抑制であり、受精卵阻害作用などは副次的な効果であると主張している。

### 中絶とメンタルヘルス

#### 影響を否定する調査
大規模な多施設臨床研究の結果、予期せぬ妊娠によって引き起こされるうつ病などのメンタルヘルスへの影響は、出産した場合と中絶した場合で差がないことがわかっており、中絶がメンタルヘルスに及ぼす影響は否定されている。中絶が精神的負担になるかどうかは、女性の元々の背景（生活環境や社会的支援、中絶に対する思想）に影響される。1990年、アメリカ心理学会 (American Psychological Association; APA) は、中絶によって精神的に重度の悪影響が出ることは非常に稀であることを見出し、普段の日常生活にありふれたストレスに準じた影響であるとした。アメリカ心理学学会は更に2008年に追加調査を実施し、初回の予期せぬ妊娠による中絶はメンタルヘルスへの悪影響が無いことを発表した。これらの質の高い大規模臨床研究 (high-quality studies) で、中絶とメンタルヘルスとの因果関係は一貫して否定されているが、質の悪い研究 (poor-quality studies) では因果関係を認める傾向があることもわかっている。2011年12月、イギリスの国立メンタルヘルス共同センター (National Collaborating Centre for Mental Health) も、入手可能なエビデンスと系統的論文より同様に中絶はメンタルヘルスに悪影響を及ぼさない (abortion did not increase the risk of mental-health problems) とした。これらの量の医学的知見があるにもかかわらず、プロライフ派の人権擁護団体は「中絶とメンタルヘルス」の因果関係を主張し続けている。度々討論されるこの問題は、もはや医学的問題ではなく、思想に基づいた政治的な論争の問題とされる。プロライフ派の活動家の中には、中絶後にメンタルヘルスに悩む人がいるとして「中絶後症候群」(PAS; post-abortion syndrome) という概念を提唱して広報活動を行ったが、プロライフ派の中だけで使用されているに過ぎず、アメリカ心理学会とアメリカ精神医学会は実際の症候群としてその存在を認めず、ICD-10などにも病名として採用されていない。一部の医師やプロチョイスの活動家は、「中絶後症候群」は、政治的目的のためのプロライフの支持者の戦術であるとしている。1987年、アメリカ合衆国大統領ロナルド・レーガンが公衆衛生局長官に指名した、エリザベット・クープ（小児外科医でありプロテスタント福音派中絶反対論者であった）は、中絶の精神衛生へのリスクに関する報告書を発表した。この発表はレーガンの補佐をしていた人物によって計画され、ロー対ウェイド事件の布石のため中絶反対のプロライフ運動を推進する目的だった。クープは乗り気では無かったが、最終的にレーガンの中絶反対政策のために250以上の報告を議会で発表した。これらの論文は「クープレポート」と呼ばれたが、議会証言に前後してクープ自身が、その研究報告はあまりにも拙劣で、統計的な検討に耐えうる内容ではなかったと述べるなど、様々な問題を含んだ内容でだった。クープは、中絶後にメンタルヘルス障害を発症する女性が実在することは認めたが、中絶がメンタルヘルス障害のリスクを増やすことを証明できなかった。クープは、個々の個人にとっては中絶は大きな問題となることもあるが、公衆衛生上の統計的観点で見ると、そのリスクは非常に小さいと述べている。議会の委員会は、中絶が精神衛生上有害だったという証拠を提出できなかったクープを非難し、レーガンの試みは失敗に終わった。クープはレーガンへの手紙の中で、渡されたレポートは中絶のメンタルヘルスへの影響を証明するには不完全なものだったと主張している。イギリスの医学専門誌『British Journal of Obstetrics and Gynaecology』では、女性が中絶後に抱く心境として最も多いものは「解放感(70%)」や「満足感(36%)」であったとしている。

#### 影響を指摘する調査
一方でメンタルヘルスへの影響を指摘する研究結果も世界に多数ある。アメリカ合衆国とフィンランドにおける調査によると、中絶した女性は心に問題を起こし、また中絶後に自殺率が増加するという調査結果がでている。主な精神的反応としては、罪悪感、羞恥心、不安感、無力感、深い悲しみや良心の呵責、泣くことを自制できない、怒り、苦々しい思い、恨みの念、不信感や裏切り感、自尊心の低下、赤ん坊や小さな子どもに関連する物事を避ける、中絶経験のフラッシュバック、悪夢にうなされる、睡眠が不規則になる、憂うつ感、性的機能不全、食生活の乱れ自虐的行為、人間関係の破綻、自殺を考える、または自殺しようとする傾向などがある。特に10代の場合は影響が大きくなり、自己非難、うつ、社会逃避、引きこもりなどの行動に走ることがある。中絶した女性の手術後8週目の調査によると多くが罪の意識を表し、44%が精神異常を訴え、36%が不眠症にかかっており、31%が中絶したことを後悔し、11%が主治医から向精神薬を処方されている。カナダの2つの州における調査では、中絶を経験した女性の25%は精神科医に足を運んでおり、そうでない女性は3%だった。また毎年中絶した日や、迎えることのなかった出産予定日が巡ってくることによって突発的に精神的な危機が起こることがある。また堕ろさないと別れるといったような脅しを受け、異性を引き留めておきたいからという理由で中絶する場合があるが、この場合、多くが中絶をしたことにより結局関係が破綻するという研究もある。男性にも精神的な影響があり、人間関係の破綻、性的機能不全、自己嫌悪、危険な行動、時を越えて増す悲しみ、無力感に罪悪感、憂うつ感、怒りやすく暴力的になりやすいという傾向などがある。

## 人身売買との関連
インドでは、人工妊娠中絶を希望して来院した女性に対して、病院スタッフが出産するように説得し、その乳児を闇市場に売却して人身売買を行っていた事件があった。書類上は死産扱いとして処理していた。日本でも中絶を考えている女性に対して、「インターネット赤ちゃんポスト」を名乗る団体が「産めば最大200万円援助する」という内容で特別養子縁組を斡旋している。実際に120万円ほどが支払われた事例もあり、マッチングに使用するスマホアプリの使用料や養子縁組成立時の謝礼金50万円などで年間15億円の売り上げ予定としているが、人身売買ではという指摘もあり地方自治体から再三の指導を受けている。

## 緊急避妊薬市販
経口妊娠中絶薬は1988年にフランスなどで初承認された。アメリカ、イギリス、スウェーデン、オーストラリア、タイ王国、台湾、インドなど65カ国以上で認可され、WHO必須医薬品モデル・リストに指定されている。中華人民共和国では1988年に、チュニジアでは2001年に、アルメニアでは2007年に認可された。2021年時点で認可国は70か国以上となっている。

### 日本
外科手術を必要としない、より苦痛の少ない中絶を可能にする経口妊娠中絶薬は、日本では厚生労働省に市販が認可されていない。インターネットを通じて購入した中絶薬を使った女性が、大量に出血するなどして受診した事例から、個人の輸入を制限し、使用しないよう呼びかけている。
日本は妊娠を回避する緊急避妊薬（アフターピル）「ノルレボ錠」は医師の診断なしには処方されずかつ約15000円と高価であるため、「意図しない妊娠のリスクを抱えた全ての女性は、緊急避妊薬（アフターピル）にアクセスする権利がある」とする世界保健機関の勧告に逆行している。なお2019年にジェネリック薬「レボノルゲストレル錠」が適用となり約9000円で処方可能となった。
2023年夏より試験的に医師の処方箋なしでの販売の運用を開始することを決めた。
この状況に対し緊急経口避妊薬の市販化への議論が高まったが、日本産婦人科医会の前田津紀夫副会長は「日本では若い女性に対する性教育、避妊も含めてちゃんと教育してあげられる場があまりにも少ない」「“じゃあ次も使えばいいや”という安易な考えに流れてしまうことを心配している」と2020年7月にNHKでコメントし、物議を醸した。
これとは対比的に、富山市では、10代の人工妊娠中絶率はこの5 - 6年、女子の人口1000人あたり1人前後の割合で推移している。対して全国平均は6人前後で、福岡県や沖縄県などは10人前後となっている。1990年代に女子高生などの性が商品化され、全国で人工妊娠中絶が急増したことに危機感を抱いた産婦人科医と富山市は協力し、1991年から性教育の出張授業を始めた結果となっている。性教育とは危機管理を学ぶことという意識で教育が行われている。
アメリカ合衆国では、大学校内の自動販売機でこの薬が購入できる一方、日本において人工妊娠中絶は病気でなく、自由診療で相場は15万円前後であるため、緊急避妊薬が容易に手に入るような環境が広まると、結果として産婦人科医の人工妊娠中絶の件数減少により、クリニック収入が減ることを医師が懸念する可能性を指摘する意見もあり、中絶が「罪人に対する処罰」であり産婦人科医の「いい金づる」との批判的意見がされている。
一方で、産婦人科医からは中絶薬を使用することで起こる不正出血を防ぐための入院もあり得るとして、開業医の収入は減らず女性自身の負担が増加する可能性を述べる者もいる。世界で承認されている、子宮内避妊システムの小さいものの利用、腕に入れるインプラント、皮膚に貼るシールの利用を含め「産む・産まない」の選択を女性自身が決める「リプロダクティブ・ヘルスアンドライツ」の権利が尊重される必要がある。
カナダに拠点をおく非営利団体「ウィメン・オン・ウェブ」（WoW）はオンライン診療を通して日本人女性にも避妊薬・妊娠中絶薬を処方しており、メールは日本語でも可能である。厚労省によると、WoWを通じて処方を受ける場合には制度上「個人輸入」にあたり医薬品医療機器等法（薬機法）に基づき医師の診断書や指示書が必要になるが、国外の医師の処方せんもこの指示書にあたるため問題がないとされる。しかし、本人を含む、母体保護法指定医以外の人が中絶をした場合、刑法上の堕胎罪に当たる可能性があることも報道されている。この団体代表者レベッカ・ゴンパーツ医師は、社会権規約（ICESCR）に批准している日本政府には、避妊薬、その他の避妊方法、緊急避妊薬、中絶薬を含むWHOの必須医薬品を確保する義務があるため、日本の女性たちには中絶薬を使う権利を持ち中絶薬は安全であり世界中で使用されていると表明している。日本からWoWに連絡をした女性たち、支援を受けた女性たちは年々増加し、2011年から2020年までに合計4175件の相談件数と、2286件の避妊薬・妊娠中絶薬の発送件数があった。
岡山県津山市で住宅団地の浄化槽から乳児の遺体が見つかった事件では、岡山県警はベトナム国籍の女性技能実習生について死体遺棄容疑で4月16日に逮捕し処分保留で釈放したが、5月に堕胎容疑で再逮捕している。実習生のため妊娠が発覚したら帰国させられると思った末の犯行だった。
しかし彼女がもしベトナムにいたとしたら中絶費用は妊娠初期で500円弱、中期でも1万円強。貧困地域や遠隔地では無料であった。今でも日本では堕胎罪、妊婦自身が行った場合には自己堕胎として罪に問われる問題がある。

## 中絶回避を試みる制度

### 特別養子縁組
プロライフ団体は中絶ではなく、養子縁組することを提案している。ミシシッピ州の非営利団体「プロ・ライフ・ミシシッピ」の代表は2011年11月の取材で、「2009年以降に991人の赤ん坊を助けました」と語っている。中絶に至る人の中には、妊娠したものの社会的なバックアップを得られず、子供を育てる自信を失って中絶に至るケースが多い。その他女性の状況や妊娠経緯などのさまざまな事情により、子供を育てられないもしくは育てるのが現実的でない場合に、子供の生命と利益と福祉を守るための制度として特別養子縁組制度がある。この制度は海外では一般的であり、例えばアメリカでは実施件数は年間12万件を超え、Appleを創業したスティーブ・ジョブズや映画監督のマイケル・ベイなど、養子出身の有名人も多い。
日本では宮城県石巻市の医師菊田昇が、中絶を希望してきた女性に出産を奨励し、子供のいない夫婦に斡旋していたことをきっかけに養子縁組の法的枠組みが整備され、1987年（昭和62年）に法律が制定され、現在では養子縁組支援団体も多数存在し、経緯や障害の有無を問わず多数の養子縁組が実施されている。費用は無償であり、出産後の一定期間は意思が変わった場合は縁組を取り止めることもできる。支援団体の中には出産費用の一部援助や住む場所がない女性のために住まいを提供する団体もある。
日本における縁組は支援団体や児童相談所が中心となって行うことが多く、医療機関であっせんを行っているのは一部の医師会や産婦人科医のみであったが、2013年9月にあんしん母と子の産婦人科連絡協議会が設置されるなど特別養子縁組の担い手としての医療機関の存在感も増している。同協議会は、14道府県の計20の産婦人科病院や医師が参加し、連携して特別養子縁組に取り組むネットワークである。日本ではまだ特別養子縁組制度の認知度が低いため、認知度を高めるために、日本財団が4月4日を「養子の日」と制定して、毎年養子縁組への理解と深めてもらう周知啓発イベントを行っているほか、「養子縁組推進法」の制定へ向けた政策提言などを行っている。
他の中絶や新生児殺害をなくす動きには、こうのとりのゆりかご（通称赤ちゃんポスト）の設置が挙げられる。これはさまざまな事情のために育てることのできない新生児を匿名で引き取り、特別養子縁組を行うための設備であり、日本では熊本県熊本市の医療法人聖粒会が経営する慈恵病院が運用している。この設置に当たってはドイツにおける同様の施設であるベビークラッペが参考にされた。2006年（平成18年）12月15日、慈恵病院は設置申請を熊本市に提出。2007年（平成19年）4月8日に熊本市から設置の許可を受け、同年5月10日から運用を開始し、同時に慈恵病院は、予期せぬ妊娠や赤ちゃんの将来のことを相談する窓口「SOS赤ちゃんとお母さんの妊娠相談」の運用を開始した。
2014年（平成26年）に行われた慈恵病院の理事長であり、医師である蓮田太二による講演によると、2007年（平成19年）から2013年（平成25年）11月までの同病院が相談を受けた事例やゆりかごの使用者のうち、養子縁組に至った事例や自分で育てることに決めたケースがともに200件前後あり、累計で453人の赤ちゃんの命が中絶などから救われた。

### 里親制度
18歳までの子供を（自分の生活が安定するまでなどの）一時的に子供を育ててもらう制度に里親制度がある。里親制度に関する条例は多くの都道府県や基礎自治体が制定をしており、希望すれば利用できる。里親制度には、18歳までの子どもを実親が引き取って家庭復帰できるまで家庭内で養育する養育里親、親の病気などの理由などで一定期間だけ家庭を離れなければならない子どもを数日～数年の範囲で預かって養育する短期里親、将来的に里子との養子縁組を希望する養子縁組里親、子どもの3親等以内の親族（祖父母、叔父、叔母など）が里親になる親族里親（この場合叔父叔母など扶養義務のない親族ならば里親手当も支給される）などがある。また類似制度として自治体が短期間子どもを預かるショートステイがある。